# جوزيف شكفورتيسكي
جوزيف شكفورتيسكي (نطق بالتشيكية: [ˈjozɛf ˈʃkvorɛtskiː] (؛ 27 سبتمبر 1924-3 يناير 2012) كاتب وناشر تشيكي كندي. أمضى نصف حياته في كندا، حيث نشر ودعم الأدب التشيكي المحظور خلال الحقبة الشيوعية. حصل شكفورتيسكي على جائزة نيوستاد الدولية للأدب عام 1980. كان مع زوجته من المؤيدين منذ فترة طويلة للكتاب التشيكيين المنشقين قبل سقوط الشيوعية في ذلك البلد. تتعامل روايات شكوريكو مع عدة موضوعات: أهوال الشمولية والقمع، وتجربة المغتربين، ومعجزة موسيقى الجاز.

## روابط خارجية
- جوزيف شكفورتيسكي على موقع IMDb (الإنجليزية)
- جوزيف شكفورتيسكي على موقع مونزينجر (الألمانية)
- جوزيف شكفورتيسكي على موقع ديسكوغز (الإنجليزية)
- جوزيف شكفورتيسكي على موقع قاعدة بيانات الفيلم (الإنجليزية)